# Angad Dev
Angad Dev (Panjabi ਅੰਗਦ ਦੇਵ; * 31. März 1504 in Matae di Saran; † 28. März 1552) einer der zehn Gründer-Gurus des Sikhismus. Er war der Nachfolger von Guru Nanak und somit der zweite Sikh Guru.
Guru Angad Dev wurde am 31. März 1504 in Matae di Saran geboren. Im Alter von 15 Jahren heiratete er Mata Khivi. Während seiner Ehe wurden ihm drei Kinder geboren, zwei Söhne und eine Tochter. Bevor er zum Sikhismus übertrat, hieß er Lehna. Lehna war sehr religiös. Er wurde zum religiösen Führer in seinem Dorf, betete und tanzte für die Göttin Durga.
Mit 28 Jahren traf er zum ersten Mal Guru Nanak Dev, den Begründer der Sikhs. Voller Begeisterung für die neuen Thesen, diente er ihm fünf Jahre. Drei Monate bevor Guru Nanak starb, ernannte er Lehna zum zweiten Guru und gab ihm den Namen Angad Dev („mein eigenes Glied“). Angad Dev übernahm und korrigierte nun die von Guru Nanak geschriebenen Texte und Lobeshymnen. Diese waren in Panjabi verfasst. So entstand eine völlig neue Sprache, bekannt als Gurmukhi (gesprochen aus des Gurus Mund).
Nach dem Tod von Guru Nanak im Jahr 1539 führte Guru Angad die Sikh-Tradition an.
Er ist im Sikhismus für die Annahme und Formalisierung des Gurmukhi-Alphabets in Erinnerung geblieben. Er begann mit der Zusammenstellung der Hymnen von Nanak und steuerte 62 oder 63 eigene Saloks bei. Anstelle seines eigenen Sohnes wählte er seinen Schüler Amar Das als seinen Nachfolger und dritten Guru des Sikhismus.

## Biografie

### Frühes Leben
Guru Angad wurde am 31. März 1504 mit dem Geburtsnamen Lehna (auch als Lahina transliteriert) im Dorf Matte-di-Sarai (heute Sarainaga) im Muktsar Distrikt des Punjabs geboren. Er war der Sohn eines kleinen, aber erfolgreichen Händlers namens Pheru Mal. Der Name seiner Mutter war Mata Ramo (auch bekannt als Mata Sabhirai, Mansa Devi und Daya Kaur). Sein Großvater hieß Baba Narayan Das Trehan. Wie alle Sikh-Gurus stammte Lehna aus der Khatri-Kaste und speziell aus der Trehan-gotra (Sippe). Im Alter von 16 Jahren heiratete Lehna im Januar 1520 ein Khatri-Mädchen namens Mata Khivi. Sie hatten zwei Söhne, Datu (geb. 1535) und Dasu (geb. 1542), und eine oder zwei Töchter, Amro (geb. 1526) und Anokhi (geb. 1535), je nach den Primärquellen. Die gesamte Familie seines Vaters hatte ihr angestammtes Dorf aus Angst vor der Invasion der Armeen von Babur verlassen. Daraufhin ließ sich die Familie in Khadur Sahib nieder, einem Dorf am Fluss Beas nahe dem heutigen Tarn Taran.
Bevor er ein Schüler von Guru Nanak wurde und der Sikh-Lebensweise als Angad folgte, war Lehna ein religiöser Lehrer von Khadur und ein Priester an einem Tempel, der der Göttin Durga geweiht war. Seine Familie war auch Verehrer von Durga. Er unternahm auch viele religiöse Pilgerreisen. Auf einer dieser Pilgerreisen kam er auf dem Weg zu seinem endgültigen Ziel zufällig an der Siedlung Kartarpur vorbei, die von Nanak gegründet worden war. Dort soll es dann zu einem Dialog zwischen Lehna und Nanak gekommen sein, bei dem ersterer einen zutiefst positiven Eindruck von letzterem gewann. Danach blieb Lehna sechs Jahre lang in Kartarpur und diente seinem neu gefundenen spirituellen Meister einen tiefen und loyalen Dienst und entsagte der hinduistischen Lebensweise.

### Auswahl zum Nachfolger

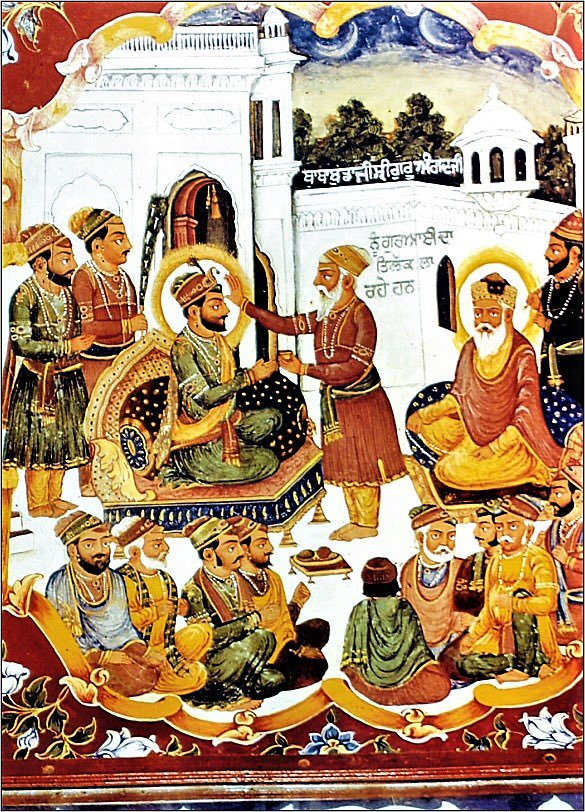
Gurgadi Zeremonie von Angad, der zum nächsten Guru ausgerufen wird. Fresko aus dem Gurdwara Baba Atal, Amritsar

Mehrere Geschichten in der Sikh-Tradition beschreiben die Gründe, warum Lehna von Guru Nanak seinen eigenen Söhnen vorgezogen wurde. In einer dieser Geschichten geht es um einen Krug, der in den Schlamm gefallen war, und Guru Nanak bat seine Söhne, ihn aufzuheben. Nanaks Söhne wollten ihn nicht aufheben, weil es eine zu schmutzige oder niedere Aufgabe war. Dann bat er Lehna, der ihn jedoch aus dem Schlamm hob, ihn sauber wusch und ihn Nanak voll Wasser präsentierte. Lehna wurde am 14. Juni 1539 zum Nachfolger von Guru Nanak gewählt, aber seine formelle Einsetzungszeremonie fand erst später im Jahr, am 7. September 1539, statt. Nanak berührte ihn und nannte ihn Angad (von Ang, oder Teil des Körpers) und ernannte ihn am 7. September 1539 zu seinem Nachfolger und zweiten Guru.
Nachdem Guru Nanak am 22. September 1539 gestorben war, zog sich Guru Angad, der die Trennung von Nanak nicht ertragen konnte, im Zustand von Vairagya in ein Zimmer im Haus eines Schülers zurück. Baba Buddha entdeckte ihn später nach langer Suche und bat ihn, zum Guruship zurückzukehren. Der Gurbani sagte damals: „Stirb nicht vor dem, den du liebst. Zu leben in solch einem Zustand, nachdem er gestorben ist, ist ein wertloses Leben in dieser Welt“.

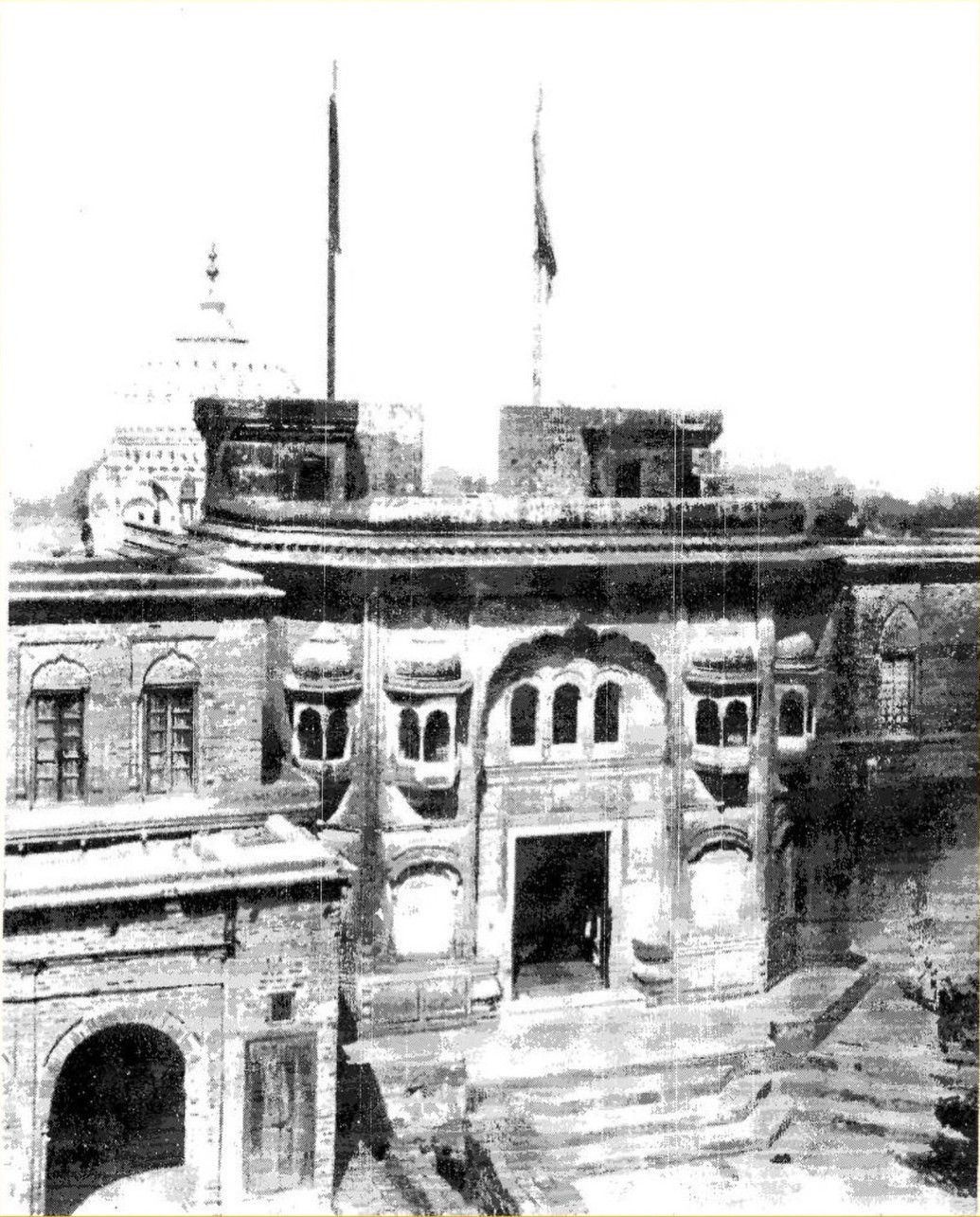
Historische Fotografie des Gurdwara Sri Khadur Sahib, ca. 1920. Veröffentlicht in der ersten Ausgabe von Mahan Kosh 1930 von Kahn Singh Nabha.

Später verließ Angad Kartarpur und zog in das Dorf Khadur Sahib (nahe Goindwal Sahib). Nach der Nachfolge akzeptierten nur sehr wenige Sikhs Guru Angad als ihr Oberhaupt, während die Söhne Nanaks für sich in Anspruch nahmen, die Nachfolger zu sein. Angad konzentrierte sich auf die Lehren von Nanak und den Aufbau der Gemeinschaft durch wohltätige Werke wie Langar (Essensspenden an Jedermann).

### Beziehung zum Mogulreich
Der zweite Mogulkaiser von Indien namens Humayun besuchte Guru Angad um 1540, nachdem Humayun die Schlacht von Kannauj und damit den Mogul-Thron an Sher Shah Suri verloren hatte. Den Sikh-Hagiographien zufolge, als Humayun im Gurdwara Mal Akhara Sahib in Khadur Sahib eintraf, saß Angad und unterrichtete Kinder. Das Versäumnis, den Kaiser zu begrüßen, erzürnte Humayun sofort. Humayun schlug um sich, aber der Guru erinnerte ihn an daran, dass er zu der Zeit, als er kämpfen musste, und seinen Thron verloren hatte, weggelaufen war und nicht gekämpft hatte, und jetzt eine Person angreifen wolle, die im Gebet ist. In den Sikh-Texten, die mehr als ein Jahrhundert nach dem Ereignis geschrieben wurden, soll Angad den Kaiser gesegnet und ihm versichert haben, dass er eines Tages den Thron wiedererlangen werde.

### Tod und Nachfolger

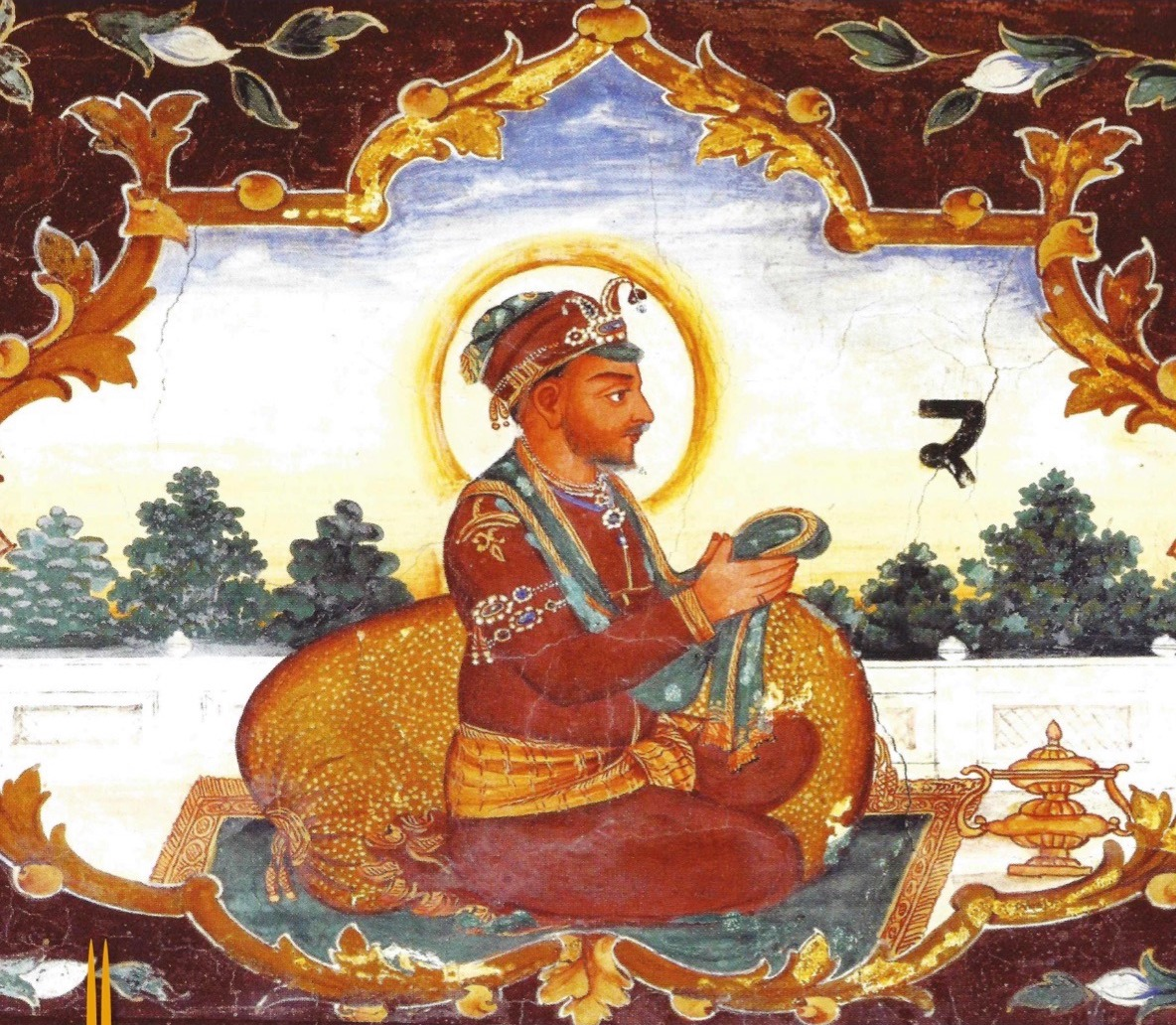
Fresko des zweiten Sikh-Gurus in Baoli Sahib, Goindval

Vor seinem Tod ernannte Guru Angad, der dem Beispiel Guru Nanaks folgte, Guru Amar Das zu seinem Nachfolger. Amar Das wurde in eine Hindu-Familie hineingeboren und soll etwa zwanzig Pilgerreisen in den Himalaya, nach Haridwar am Ganges unternommen haben. Um 1539 traf er auf einer solchen Hindu-Pilgerreise einen Sadhu, einen Asketen, der ihn fragte, warum er keinen Guru (Lehrer, spiritueller Berater) habe, und Amar Das beschloss, sich einen zu suchen. Auf seiner Rückkehr hörte er Bibi Amro, die Tochter von Angad, die den Sohn seines Bruders geheiratet hatte, eine Hymne von Nanak singen. Amar Das erfuhr von ihr von Guru Angad und traf sich mit ihrer Hilfe 1539 mit Angad und nahm Guru Angad als seinen spirituellen Guru an, der viel jünger war als er selbst.
Amar Das zeigte unermüdliche Hingabe und Dienst für Guru Angad. Die Sikh-Tradition besagt, dass er in den frühen Morgenstunden aufstand, um Wasser für Angads Bad zu holen, er reinigte und kochte für die Freiwilligen mit dem Guru und widmete viel Zeit der Meditation und den Gebeten am Morgen und Abend. Guru Angad ernannte Amar Das 1552 zu seinem Nachfolger. Guru Angad starb am 29. März 1552.

## Einfluss

### Gurmukhi-Schrift

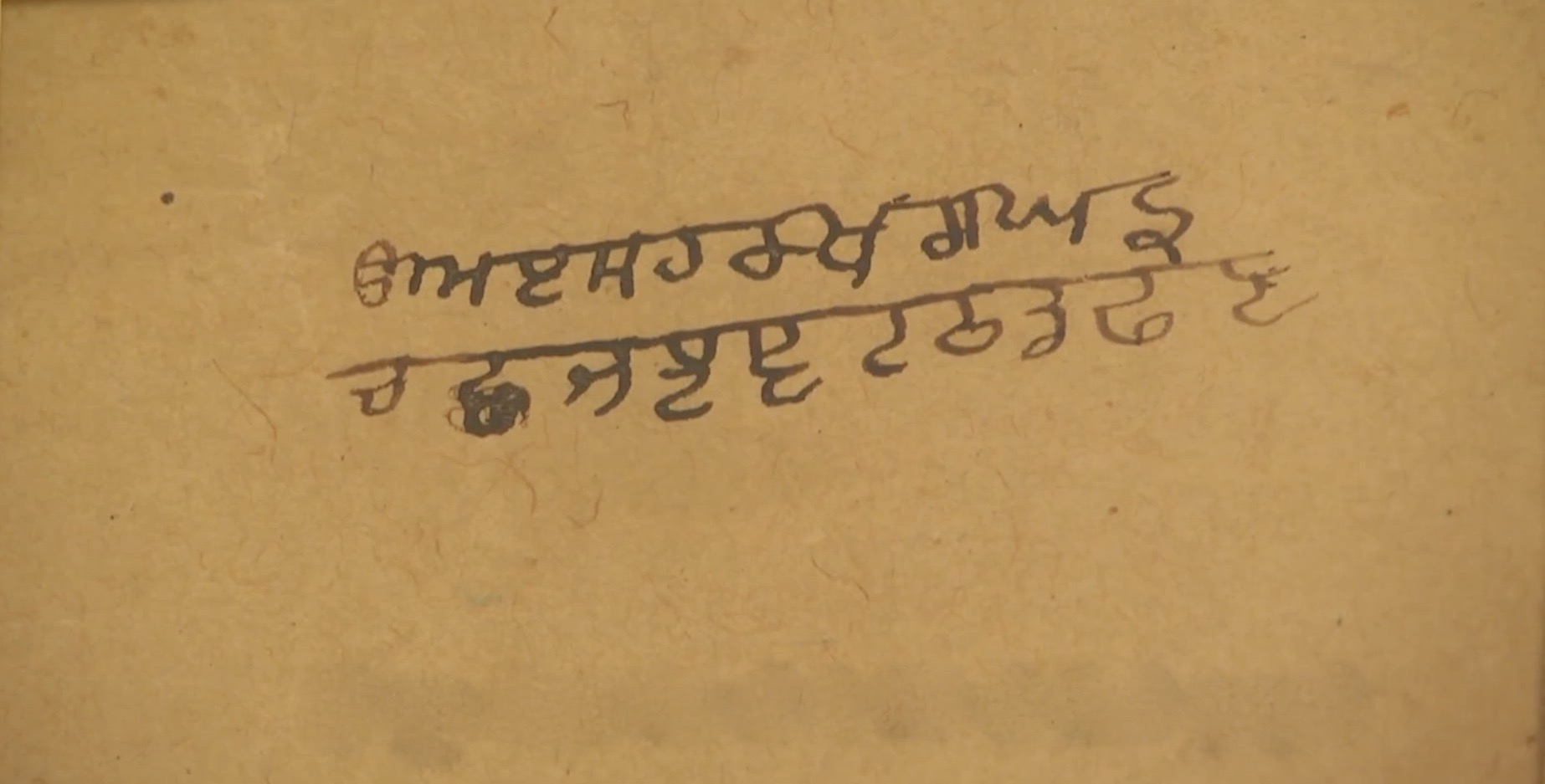
Gurmukhi-Inschrift, die angeblich von Guru Angad handgeschrieben wurde, um Kindern in Khadur Sahib die Glyphen ūṛā bis ṇāṇā beizubringen, ca.1539–1552

Guru Angad wird in der Sikh-Tradition die Gurmukhi-Schrift zugeschrieben, die heute die Standardschrift für die Sprache Punjabi in Indien ist, im Gegensatz zur Sprache Punjabi in Pakistan, wo heute eine perso-arabische Schrift namens Shahmukhi die Norm ist. Die ursprünglichen Sikh-Schriften und der größte Teil der historischen Sikh-Literatur wurden in der Gurmukhi-Schrift geschrieben.
Angad standardisierte und verbesserte die Schriften der Region und schuf die Gurmukhi-Schrift. Beispiele für mögliche Vorläufer der Schrift, darunter mindestens eine in Akrostichonform geschriebene Hymne von Guru Nanak, und ihre frühere Geschichte ist noch nicht vollständig geklärt.
Angad schrieb auch 62 oder 63 Saloks (Kompositionen), die zusammen etwa ein Prozent des Guru Granth Sahib, der Hauptschrift des Sikhismus, ausmachen. Angad trug nicht nur Hymnen bei, sondern war vor allem als Konsolidierer von Nanaks Hymnen von Bedeutung. Angad überwachte auch die Niederschrift von Nanaks Hymnen durch Bhai Paira Mokha und überprüfte die daraus resultierende Zusammenstellung. Damit bereitete er den Weg für eine Sikh-Schrift sowie den Beginn einer volkstümlichen Punjabi-Literatur, denn der Überlieferung nach soll er auch einen Bericht über Nanaks Leben bei früheren Schülern in Auftrag gegeben haben. Die Sammlung von Hymnen wurde auch für die wachsende Gemeinschaft immer wichtiger.

### Langar und Gemeindearbeit
Guru Angad ist bekannt dafür, dass er die Einrichtung von Langar in allen Sikh-Gurdwara-Geländen systematisierte, wo Besucher aus nah und fern eine kostenlose einfache Mahlzeit in einer Gemeinschaftsbestuhlung erhalten konnten. Er legte auch die Regeln und die Ausbildungsmethode für die Freiwilligen (sevadars) fest, die die Küche betrieben, wobei er Wert darauf legte, die Küche als einen Ort der Ruhe und der Zuflucht zu behandeln und immer höflich und gastfreundlich zu allen Besuchern zu sein.
Angad besuchte auch andere Orte und Zentren, die von Guru Nanak für die Verkündigung des Sikhismus eingerichtet worden waren. Er gründete neue Zentren und stärkte so die Basis des Sikhismus.

### Mall Akhara

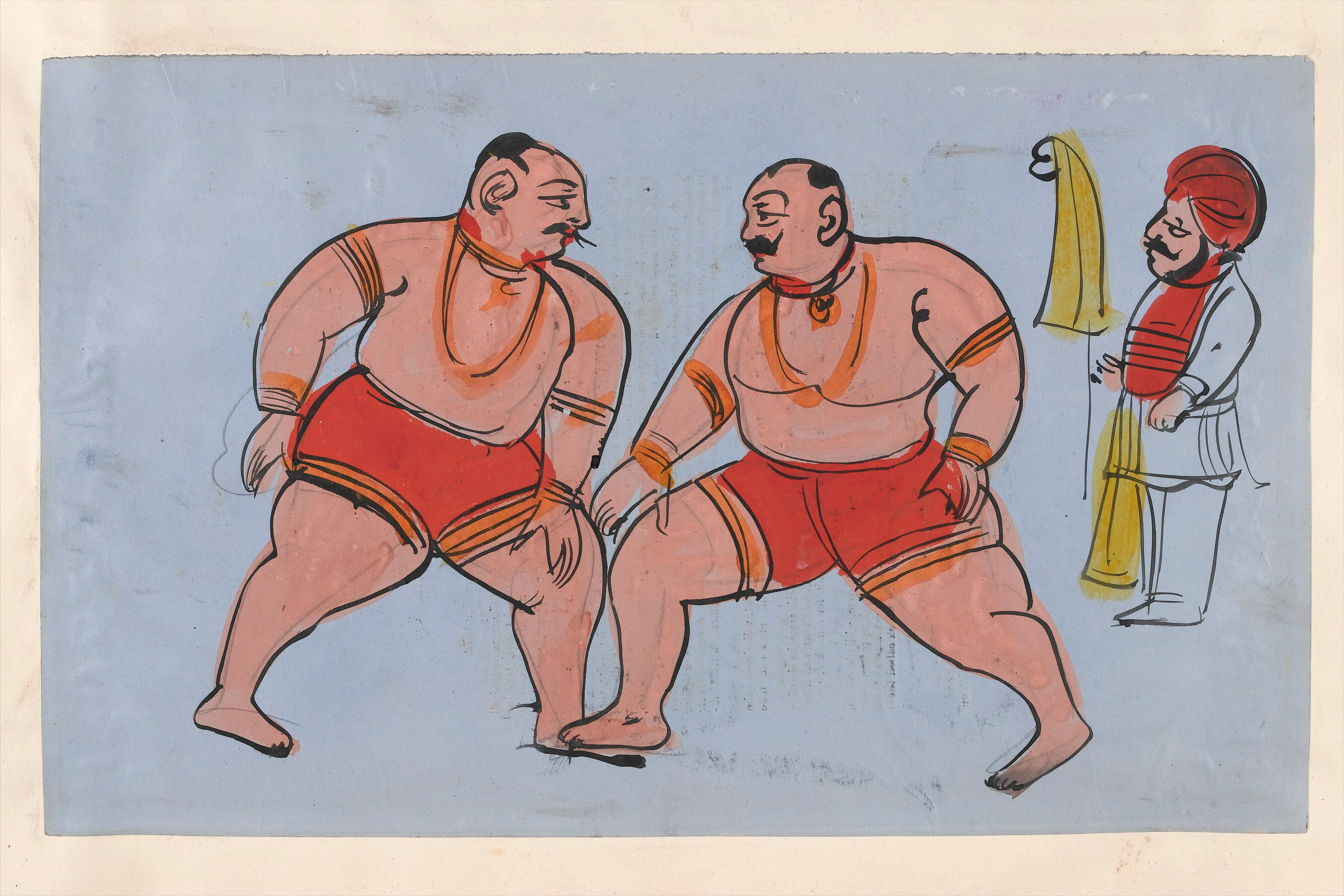
Aquarell aus dem 19. Jahrhundert von zwei Sikh-Ringern bei einem Kampf.

Angad, der ein großer Förderer des Ringens war, gründete ein Mall Akhara (Ringer-Arena) System, in dem körperliche Übungen, Kampfkünste und Ringen gelehrt wurden, aber auch Gesundheitsthemen wie der Verzicht auf Tabak und andere giftige Substanzen. Er legte Wert darauf, den Körper gesund zu halten und täglich zu trainieren. Er gründete viele solcher Mall Akharas in vielen Dörfern, darunter einige in Khandur. Typischerweise wurde das Ringen nach dem Tagesgebet durchgeführt und beinhaltete auch Spiele und leichtes Ringen.

### Biografie von Nanak
Es heißt, dass Guru Angad eine Biografie über das Leben seines Vorgängers Guru Nanak in Auftrag gegeben hat. Die Identität des Werkes und ob es jemals existierte oder sogar bis heute überlebt hat, ist jedoch umstritten. Einige glauben, dass die Bhai Bala Vali Tradition der Janamsakhi-Literatur die von Angad in Auftrag gegebene Biografie über Nanak war.

## Galerie

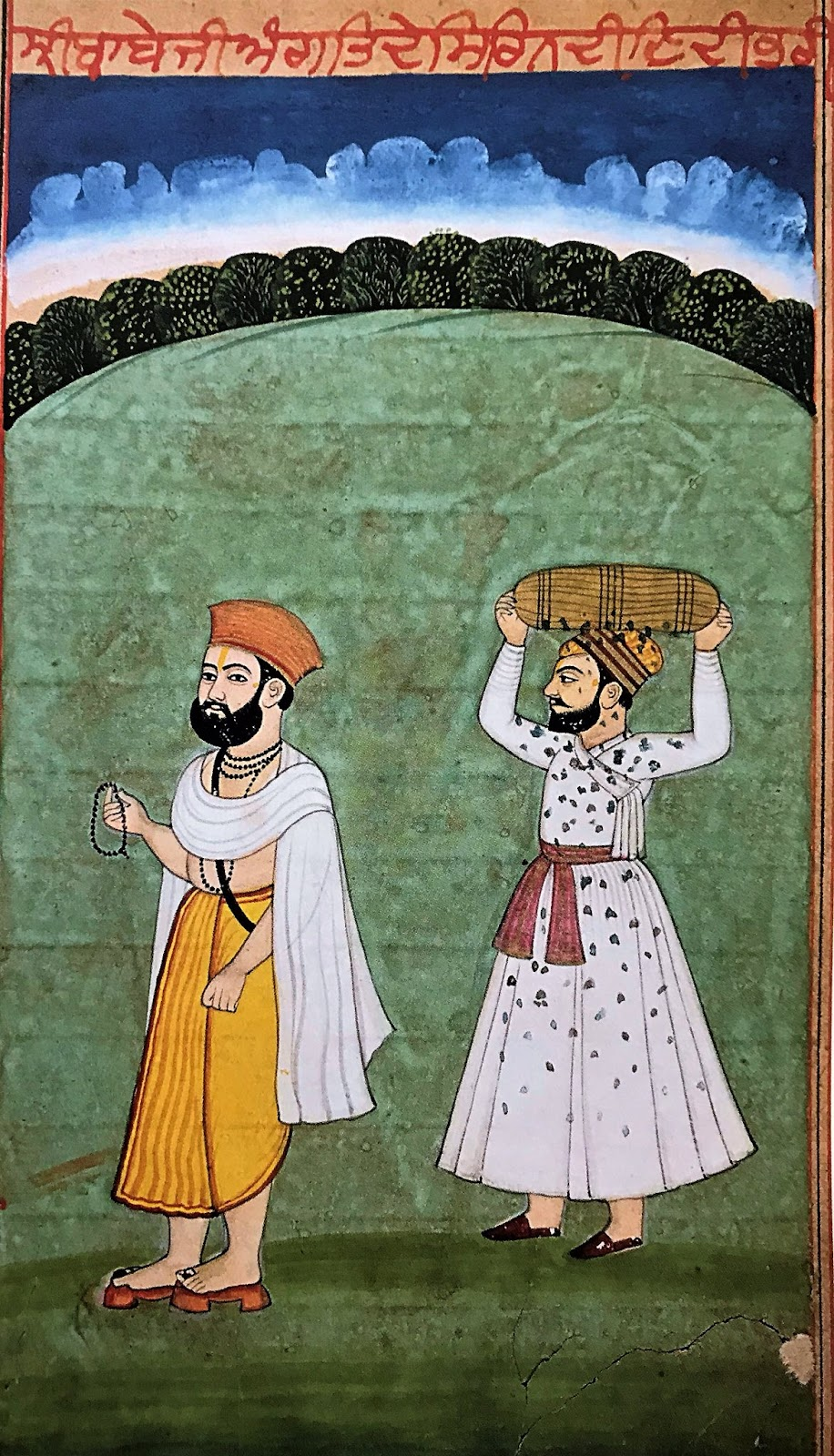
Guru Nanak (links) mit Bhai Lehna (rechts, der später als Guru Angad bekannt werden sollte).
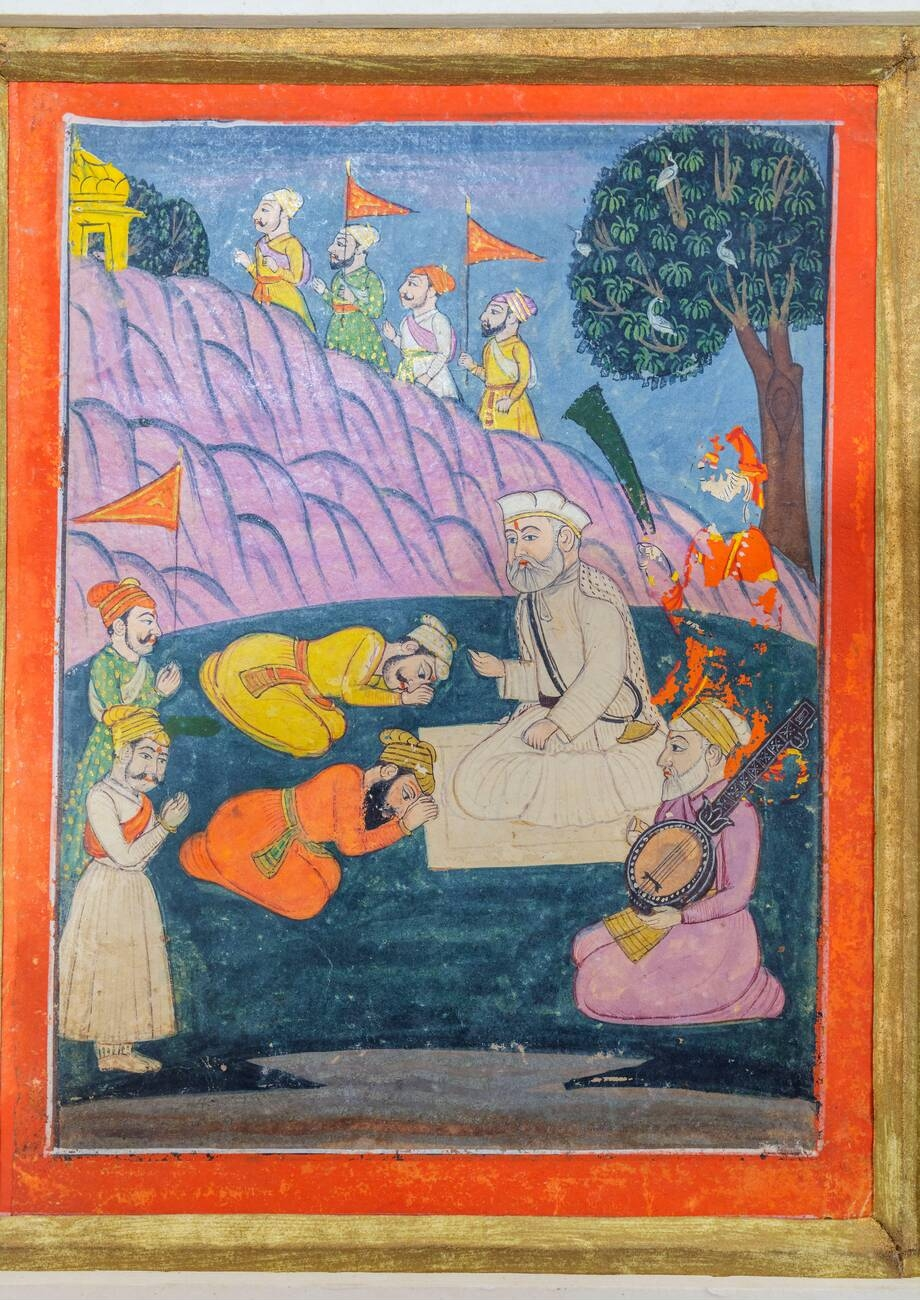
Guru Angad nimmt Abschied von Guru Nanak, Gemälde von einem Janamsakhi aus den 1830er Jahren.
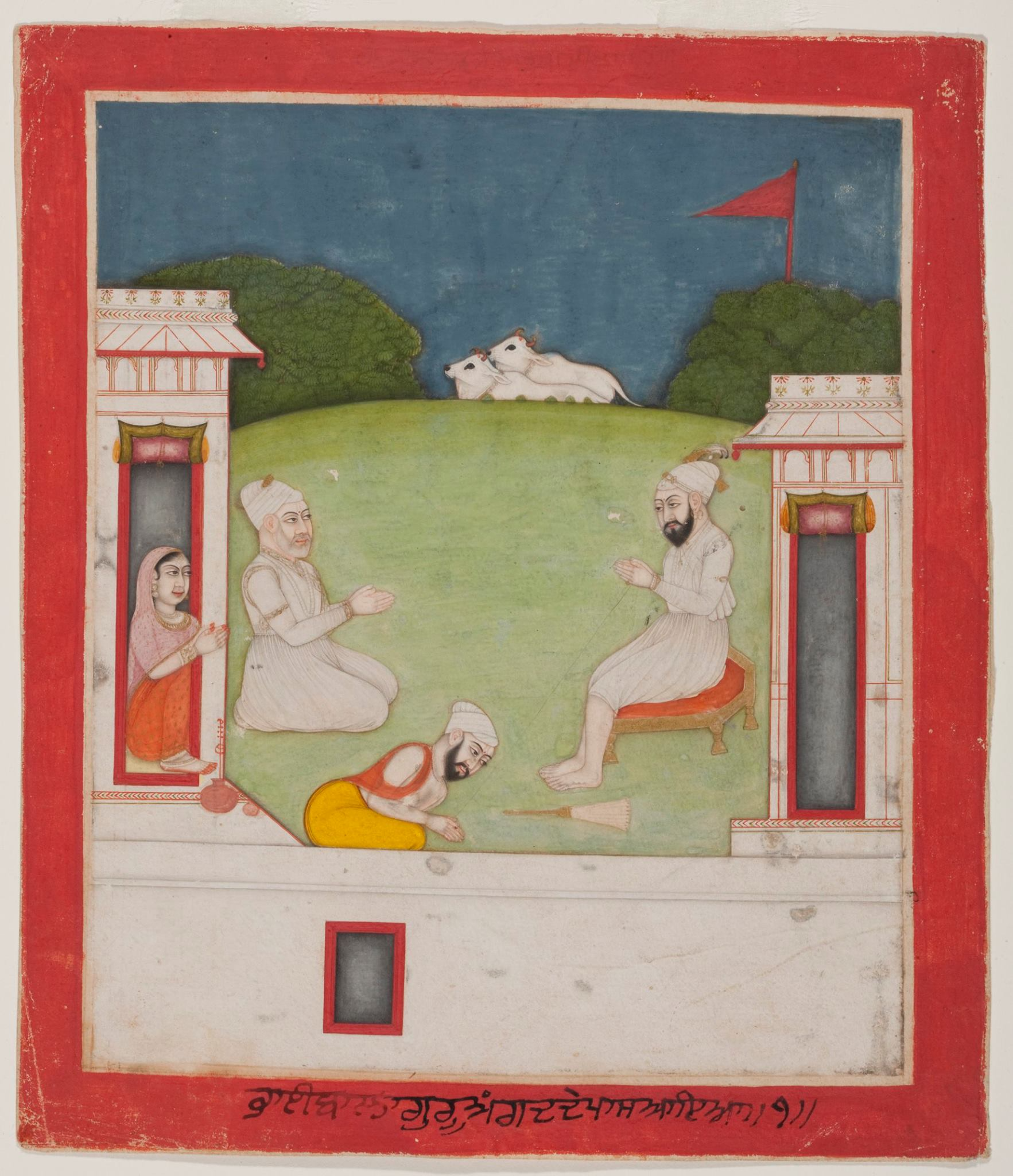
Bhai Bala (links) rezitiert vor Guru Angad inmitten von Schaulustigen die Lebensgeschichte von Guru Nanak. Janamsakhi-Gemälde.
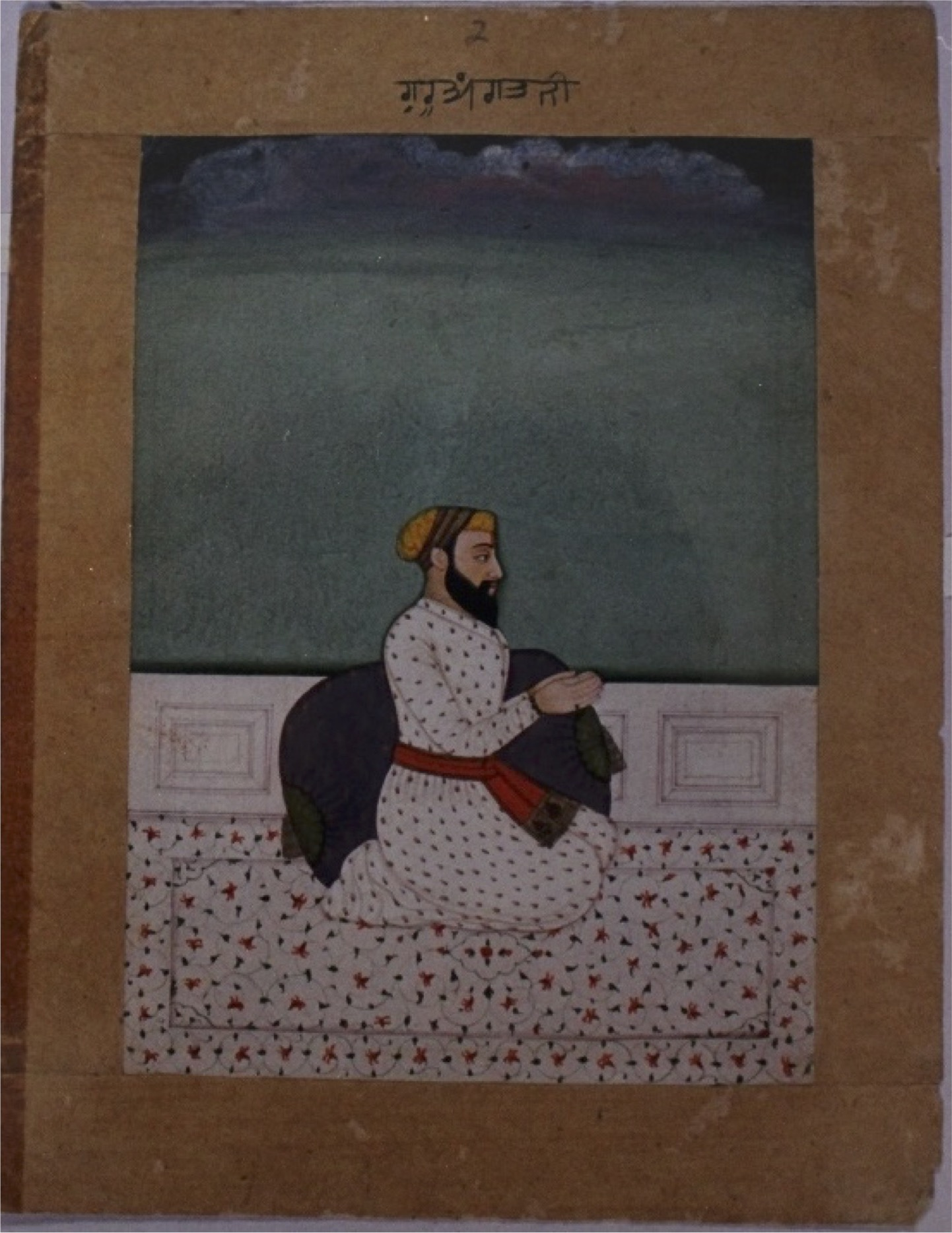
Miniaturgemälde von Guru Angad.
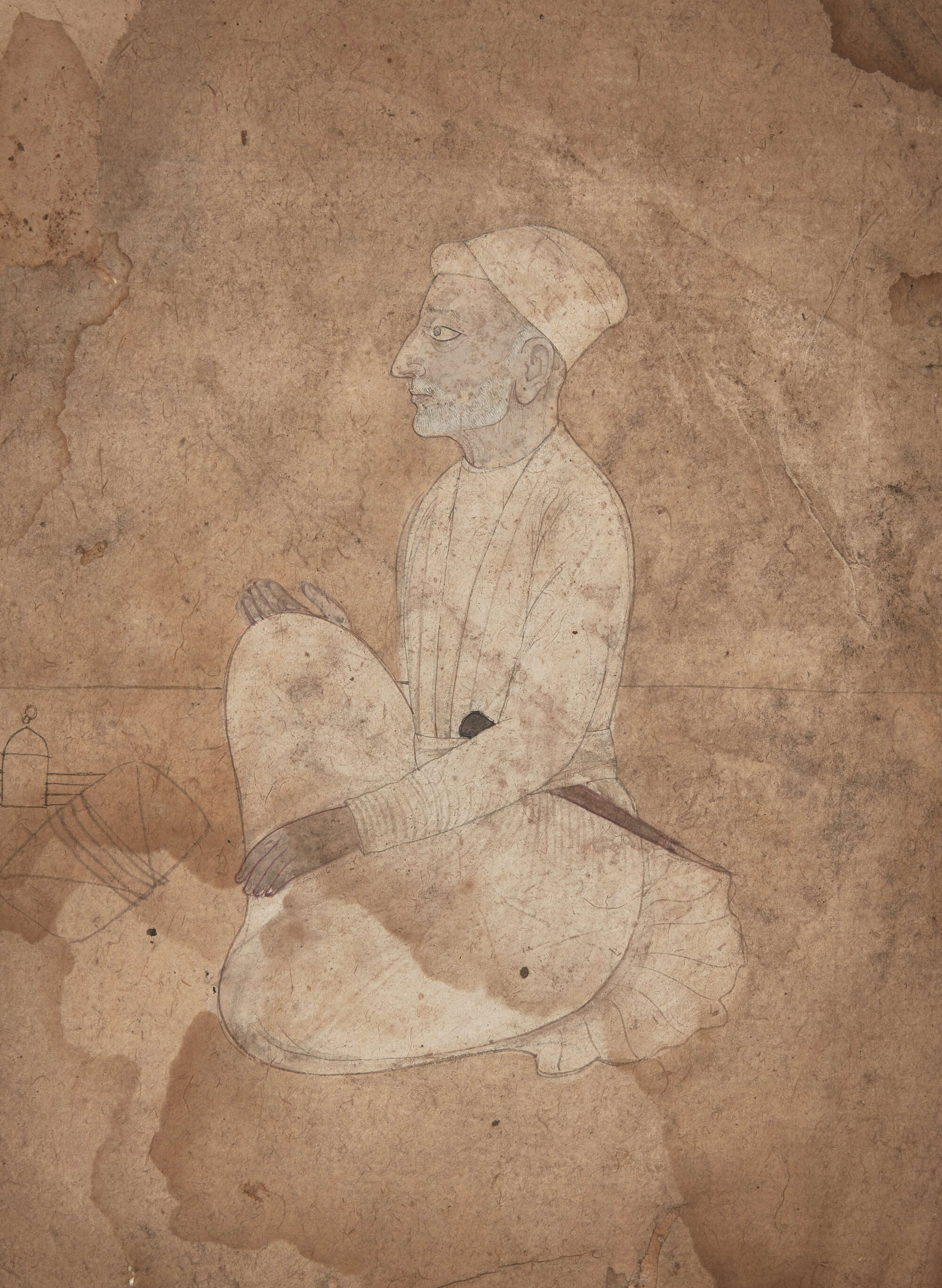
Guru Angad Zeichnung aus dem frühen 19. Jahrhundert.
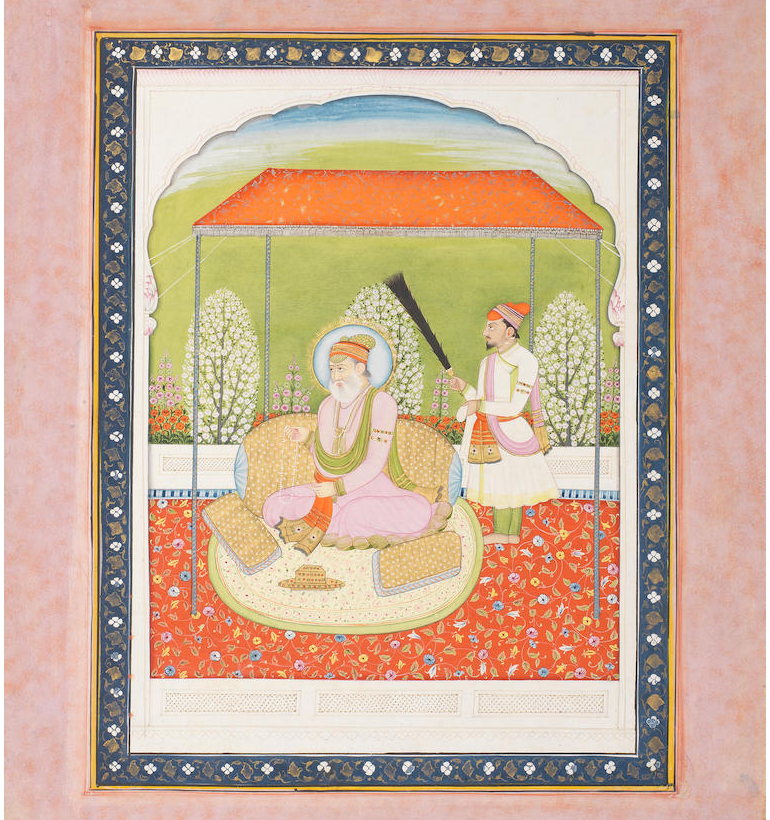
Guru Angad sitzend auf einer Terrasse unter einem Baldachin mit einem Diener, Punjab-Ebene, um 1830.
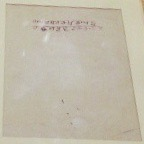
Gurmukhi-Inschrift, handgeschrieben von Guru Angad Dev